# Bucht von Piran
Die Bucht von Piran (deutsch auch Golf von Piran; slowenisch Piranski zaliv, kroatisch Piranski zaljev oder Savudrijska vala, italienisch Baia di Pirano) befindet sich im nördlichen Teil der Adria und ist ein Teil der südlichsten Spitze des Golfes von Triest. Sie ist die westliche Begrenzung der Gemeinde Piran.

## Name, Geographie und Geschichte
Die Bucht wurde nach der Stadt Piran benannt, und seine Küsten werden von Kroatien und Slowenien geteilt. Es ist durch eine Linie begrenzt, die Kap Savudrija bei Savudrija im Süden mit dem Kap Madona bei Piran im Norden verbindet und etwa 19 Quadratkilometer umfasst. Seit den 1990er Jahren wird auch der Name Bucht von Savudrija (Savudrijska vala) in Kroatien verwendet.
Am östlichen Ende der Bucht liegt die Stadt Piran und die Siedlungen Portorož und Lucija. An der südlichen kroatischen Küste befinden sich die Touristenorte Crveni Vrh und Kanegra, die erst in den 1980er Jahren gebaut wurden. Der Hauptfluss, der in die Bucht mündet, ist die Dragonja. Entlang der Mündung der Dragonja liegen die Salinen von Sečovlje mit einer Fläche von 650 Hektar.

## Grenzstreitigkeiten
Um die Bucht von Piran entzündete sich ein Konflikt zwischen Slowenien und Kroatien über den Verlauf der gemeinsamen Grenze beider Staaten. Ein von Kroatien und Slowenien unter Mitwirkung der Europäischen Union im Jahre 2009 eingesetztes internationales Schiedsgericht sprach am 29. Juni 2017 etwa drei Viertel der Bucht Slowenien zu. Zudem verfügte es, einen Korridor zwischen den kroatischen und den italienischen Hoheitsgewässern vorzusehen, so dass Slowenien ein Zugang zu den internationalen Gewässern der Adria garantiert ist. Diesen Schiedsspruch lehnte Kroatien ab, da nach kroatischer Auffassung das Mandat des Schiedsgerichtes infolge einer Indiskretion zugunsten von Slowenien erloschen ist. Kroatien hatte für sich die Hälfte der Bucht gefordert. Nach dem entsprechenden Schiedsurteil zog Slowenien am 30. Dezember 2017 die Seegrenze in der Bucht neu. Beide Länder erhöhten die Zahl der Polizeikräfte in der Region, um ihre jeweilige Position durchzusetzen.
Slowenien hat Mitte März 2018 eine Beschwerde an die Europäische Kommission erstattet und ein offizielles Vertragsverletzungsverfahren verlangt, weil sich Kroatien nicht an die Entscheidung des Schiedsgerichts halte. Der von Slowenien angerufene Europäische Gerichtshof erklärte sich 2020 für nicht zuständig.